# 92ste Oscaruitreiking
De 92ste Oscaruitreiking, waarbij prijzen werden uitgereikt aan de beste prestaties in films uit 2019, vond op 9 februari 2020 plaats in het Dolby Theatre in Hollywood. De prijsuitreiking werd voor het tweede jaar op rij zonder een hoofdpresentator georganiseerd.
De nominaties werden op 13 januari 2020 bekendgemaakt door Issa Rae en John Cho. De Zuid-Koreaanse film Parasite was de grote winnaar met vier Oscars, waaronder die voor beste film en beste regisseur.

## Winnaars en genomineerden
De winnaars staan bovenaan in vet lettertype.

### Beste film
- Parasite 
  - 1917
  - Ford v Ferrari
  - The Irishman
  - Jojo Rabbit
  - Joker
  - Little Women
  - Marriage Story
  - Once Upon a Time in Hollywood

### Beste regisseur
- Bong Joon-ho – Parasite
  - Sam Mendes – 1917
  - Todd Phillips – Joker
  - Martin Scorsese – The Irishman
  - Quentin Tarantino – Once Upon a Time in Hollywood

### Beste mannelijke hoofdrol
- Joaquin Phoenix – Joker
  - Antonio Banderas – Pain and Glory
  - Leonardo DiCaprio – Once Upon a Time in Hollywood
  - Adam Driver – Marriage Story
  - Jonathan Pryce – The Two Popes

### Beste vrouwelijke hoofdrol
- Renée Zellweger – Judy
  - Cynthia Erivo – Harriet
  - Scarlett Johansson – Marriage Story
  - Saoirse Ronan – Little Women
  - Charlize Theron – Bombshell

### Beste mannelijke bijrol
- Brad Pitt – Once Upon a Time in Hollywood
  - Tom Hanks – A Beautiful Day in the Neighborhood
  - Anthony Hopkins – The Two Popes
  - Al Pacino – The Irishman
  - Joe Pesci – The Irishman

### Beste vrouwelijke bijrol
- Laura Dern – Marriage Story
  - Kathy Bates – Richard Jewell
  - Scarlett Johansson – Jojo Rabbit
  - Florence Pugh – Little Women
  - Margot Robbie – Bombshell

### Beste originele scenario
- Parasite – Bong Joon-ho en Han Jin-won
  - 1917 – Sam Mendes en Krysty Wilson-Cairns
  - Knives Out – Rian Johnson
  - Marriage Story – Noah Baumbach
  - Once Upon a Time in Hollywood – Quentin Tarantino

### Beste bewerkte scenario
- Jojo Rabbit – Taika Waititi
  - The Irishman – Steven Zaillian
  - Joker – Todd Phillips en Scott Silver
  - Little Women – Greta Gerwig
  - The Two Popes – Anthony McCarten

### Beste internationale film
- Parasite – Zuid-Korea
  - Corpus Christi – Polen
  - Honeyland – Noord-Macedonië
  - Les Misérables – Frankrijk
  - Pain and Glory – Spanje

### Beste animatiefilm
- Toy Story 4 – Josh Cooley, Mark Nielsen en Jonas Rivera
  - How to Train Your Dragon: The Hidden World – Dean DeBlois, Bradford Lewis en Bonnie Arnold
  - I Lost My Body – Jérémy Clapin en Marc du Pontavice
  - Klaus – Sergio Pablos, Jinko Gotoh en Marisa Román
  - Missing Link – Chris Butler, Arianne Sutner en Travis Knight

### Beste documentaire
- American Factory – Steven Bognar, Julia Reichert en Jeff Reichert
  - The Cave – Feras Fayyad, Kirstine Barfod en Sigrid Dyekjær
  - The Edge of Democracy – Petra Costa, Joanna Natasegara, Shane Boris en Tiago Pavan
  - For Sama – Waad Al-Kateab en Edward Watts
  - Honeyland – Ljubomir Stefanov, Tamara Kotevska en Atanas Georgiev

### Beste camerawerk
- 1917 – Roger Deakins
  - The Irishman – Rodrigo Prieto
  - Joker – Lawrence Sher
  - The Lighthouse – Jarin Blaschke
  - Once Upon a Time in Hollywood – Robert Richardson

### Beste montage
- Ford v Ferrari – Andrew Buckland en Michael McCusker
  - The Irishman – Thelma Schoonmaker
  - Jojo Rabbit – Tom Eagles
  - Joker – Jeff Groth
  - Parasite – Yang Jinmo

### Beste productieontwerp
- Once Upon a Time in Hollywood – Barbara Ling en Nancy Haigh
  - 1917 – Dennis Gassner en Lee Sandales
  - The Irishman – Bob Shaw en Regina Graves
  - Jojo Rabbit – Ra Vincent en Nora Sopková
  - Parasite – Lee Ha-jun en Cho Won-woo

### Beste originele muziek
- Joker – Hildur Guðnadóttir
  - 1917 – Thomas Newman
  - Little Women – Alexandre Desplat
  - Marriage Story – Randy Newman
  - Star Wars: The Rise of Skywalker – John Williams

### Beste originele nummer
- "(I'm Gonna) Love Me Again" uit Rocketman – Muziek: Elton John, tekst: Bernie Taupin
  - "I Can't Let You Throw Yourself Away" uit Toy Story 4 – Muziek en tekst: Randy Newman
  - "I'm Standing With You" uit Breakthrough – Muziek en tekst: Diane Warren
  - "Into the Unknown" uit Frozen II – Muziek en tekst: Kristen Anderson-Lopez en Robert Lopez
  - "Stand Up" uit Harriet – Muziek en tekst: Joshuah Brian Campbell en Cynthia Erivo

### Beste geluidsmixing
- 1917 – Mark Taylor en Stuart Wilson
  - Ad Astra – Gary Rydstrom, Tom Johnson en Mark Ulano
  - Ford v Ferrari – Paul Massey, David Giammarco en Steven Morrow
  - Joker – Tom Ozanich, Dean Zupancic en Tod A. Maitland
  - Once Upon a Time in Hollywood – Michael Minkler, Christian P. Minkler en Mark Ulano

### Beste geluidsbewerking
- Ford v Ferrari – Donald Sylvester
  - Joker – Alan Robert Murray
  - 1917 – Oliver Tarney en Rachael Tate
  - Once Upon a Time in Hollywood – Wylie Stateman
  - Star Wars: The Rise of Skywalker – Matthew Wood en David Acord

### Beste visuele effecten
- 1917 – Guillaume Rocheron, Greg Butler en Dominic Tuohy
  - Avengers: Endgame – Dan DeLeeuw, Russell Earl, Matt Aitken en Dan Sudick
  - The Irishman – Pablo Helman, Leandro Estebecorena, Nelson Sepulveda-Fauser en Stephane Grabli
  - The Lion King – Robert Legato, Adam Valdez, Andrew R. Jones en Elliot Newman
  - Star Wars: The Rise of Skywalker – Roger Guyett, Neal Scanlan, Patrick Tubach en Dominic Tuohy

### Beste kostuumontwerp
- Little Women – Jacqueline Durran
  - The Irishman – Sandy Powell en Christopher Peterson
  - Jojo Rabbit – Mayes C. Rubeo
  - Joker – Mark Bridges
  - Once Upon a Time in Hollywood – Arianne Phillips

### Beste grime en haarstijl
- Bombshell – Kazuhiro Tsuji, Anne Morgan en Vivian Baker
  - 1917 – Naomi Donne, Tristan Versluis en Rebecca Cole
  - Joker – Nicki Ledermann en Kay Georgiou
  - Judy – Jeremy Woodhead
  - Maleficent: Mistress of Evil – Paul Gooch, Arjen Tuiten en David White

### Beste korte film
- The Neighbors' Window – Marshall Curry
  - Brotherhood – Meryam Joobeur en Maria Gracia Turgeon
  - Nefta Football Club – Yves Piat en Damien Megherbi
  - Saria – Bryan Buckley en Matt Lefebvre
  - A Sister – Delphine Girard

### Beste korte animatiefilm
- Hair Love – Matthew A. Cherry en Karen Rupert Toliver
  - Dcera (Daughter) – Daria Kashcheeva
  - Kitbull – Rosana Sullivan en Kathryn Hendrickson
  - Memorable – Bruno Collet en Jean-François Le Corre
  - Sister – Siqi Song

### Beste korte documentaire
- Learning to Skateboard in a Warzone (If You're a Girl) – Carol Dysinger en Elena Andreicheva
  - In the Absence – Yi Seung-Jun en Gary Byung-Seok Kam
  - Life Overtakes Me – John Haptas en Kristine Samuelson
  - St. Louis Superman – Smriti Mundhra en Sami Khan
  - Walk Run Cha-Cha – Laura Nix en Colette Sandstedt

## Films met meerdere nominaties
De volgende films ontvingen meerdere nominaties:
| Nominaties | Film                             | Awards |
| ---------- | -------------------------------- | ------ |
| 11         | Joker                            | 2      |
| 10         | 1917                             | 3      |
| 10         | The Irishman                     |        |
| 10         | Once Upon a Time in Hollywood    | 2      |
| 6          | Jojo Rabbit                      | 1      |
| 6          | Little Women                     | 1      |
| 6          | Marriage Story                   | 1      |
| 6          | Parasite                         | 4      |
| 4          | Ford v Ferrari                   | 2      |
| 3          | Bombshell                        | 1      |
| 3          | Star Wars: The Rise of Skywalker |        |
| 3          | The Two Popes                    |        |
| 2          | Harriet                          |        |
| 2          | Honeyland                        |        |
| 2          | Judy                             | 1      |
| 2          | Pain and Glory                   |        |
| 2          | Toy Story 4                      | 1      |